# Meczowo
Meczowo (bułg. Мечово) – wieś w Bułgarii, w obwodzie Tyrgowiszte, w gminie Antonowo. Według danych szacunkowych Ujednoliconego Systemu Ewidencji Ludności oraz Usług Administracyjnych dla Ludności, 15 czerwca 2020 roku miejscowość liczyła 6 mieszkańców.